# Moshi Rural
Moshi Rural ist ein Council der tansanischen Region Kilimandscharo und Teil des Distriktes Moshi.
An Moshi Rural grenzen die Distrikte Rombo, Hai, Moshi Urban (Stadt-Council) und Mwanga. Im Osten hat der Distrikt eine Grenze mit Kenia und im Westen mit der Region Manyara.

## Ortsteile
Moshi Rural ist in folgende Wards gegliedert:
- Arusha Chini
- Kahe Magharibi
- Kahe Mashariki
- Kibosho Kati
- Kibosho Kirima
- Kibosho Magharibi
- Kibosho Mashariki
- Kibosho Okaoni
- Kilema Kaskazini
- Kilema Kati
- Kilema Kusini
- Kimochi
- Kindi
- Kirua Vunjo Kusini
- Kirua Vunjo Magharibi
- Kirua Vunjo Mashariki
- Mamba Kaskazini
- Mamba Kusini
- Marangu Magharibi
- Marangu Mashariki
- Mabogini
- Makuyuni
- Mbokomu
- Mwika Kaskazini
- Mwika Kusini
- Old Moshi Magharibi
- Old Moshi Mashariki
- Uru Mashariki
- Uru Shimbwe
- Uru Kusini
- Uru Kaskazini

## Städtepartnerschaften
- Kiel in Deutschland, seit 2013[3]